# Goran Jeretin
Goran Jeretin (in montenegrino Горан Јеретин; Nikšić, 17 settembre 1979) è un ex cestista montenegrino.

## Carriera
Con il Montenegro ha disputato i Campionati europei del 2011.

## Palmarès

### Squadra
- Campionato israeliano: 1

Maccabi Tel Aviv: 2006-07
- Campionato montenegrino: 1

Budućnost: 2009-10
- Coppa di Serbia e Montenegro: 2

Stella Rossa Belgrado: 2004, 2006
- Coppa del Montenegro: 1

Budućnost: 2010
- Coppa di Slovenia: 1

Union Olimpija: 2012

### Individuale
- MVP Coppa di Serba e Montenegro: 2

Stella Rossa Belgrado: 2004, 2006